# USS 레이크 섐플레인 (CV-39)

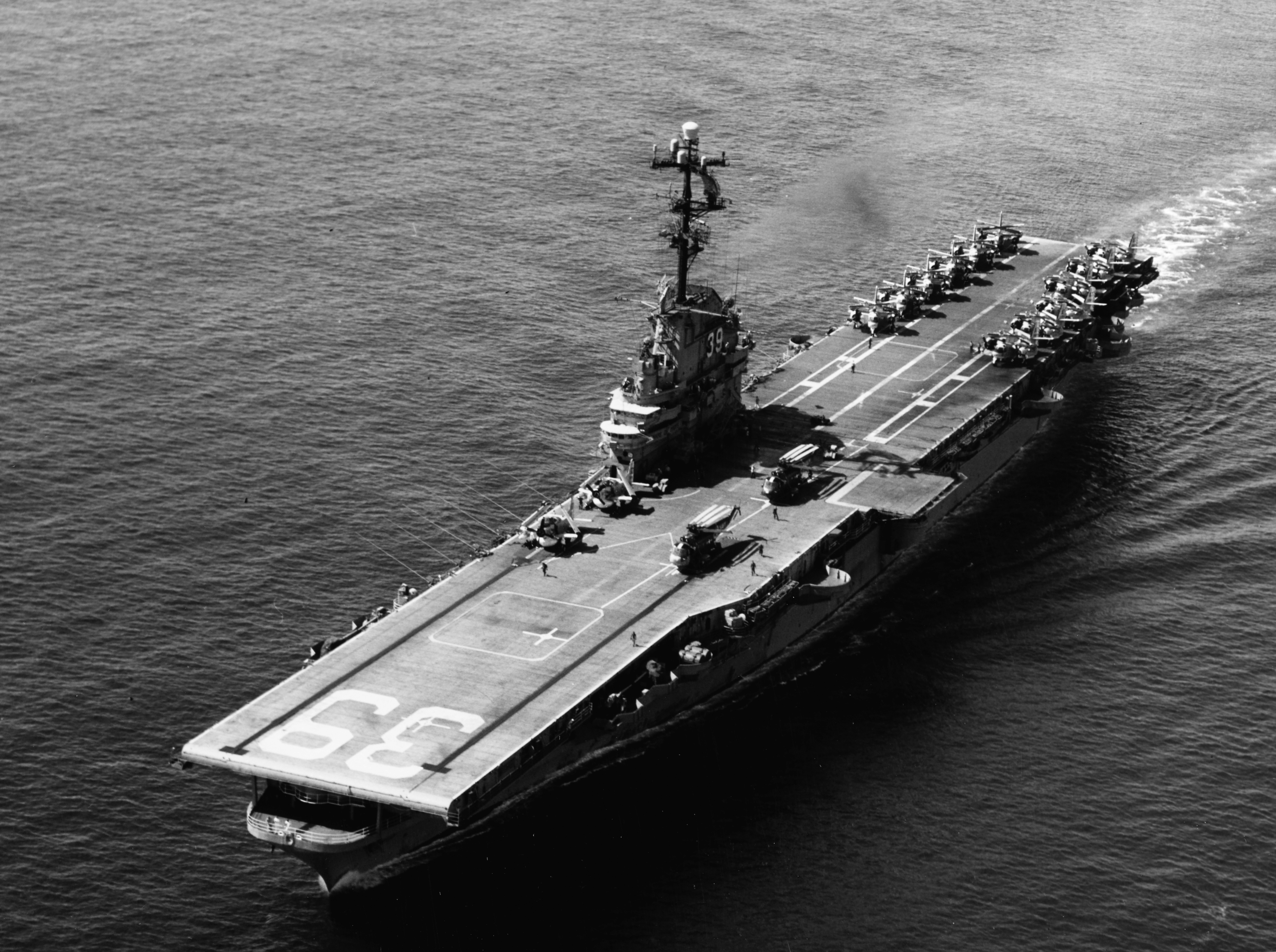

USS 레이크 섐플레인 (CV-39)은 미국 해군의 에식스급 항공모함이다.

## 역사
1950년 8월, 레이크 섐플레인은 SCB-27A 개조를 했다. 1952년 9월 19일 재취역했다.
1953년 4월 26일 플로리다주 메이포트 해군기지를 떠나 홍해, 인도양, 남중국해를 거쳐 한국에 도착했다. 당시 수에즈 운하를 통과한 최대 크기의 배로 기록되었다. 1953년 6월 9일 일본 요코스카에 도착했다.
태스크 포스 77의 기함이 되었으며, 6월 11일 요코스카를 떠나 6월 14일 서해에 도착했다. 활주로 파괴, 지상군 공격, 벙커, 기관포 진지 파괴 등의 공습을 했으며, 적군의 공격이 심한 곳은 지상군을 돕는 근접항공지원(CAS) 임무를 수행했다. B-29 폭격기를 호위하는 임무도 했다. 7월 27일 휴전협정이 서명될 때까지 공습을 계속했다.